# Ayumu Watanabe
Ayumu Watanabe (渡辺 歩, Watanabe Ayumu), né le 3 septembre 1966 à Tokyo, est un réalisateur japonais de films et séries d'animation.

## Biographie
Ayumu Watanabe commence sa carrière dans l’animation en rejoignant le Studio Mates en 1986 puis Shinei Videos deux ans plus tard, où il travaille comme storyboarder, animateur clé, directeur de l’animation et réalisateur sur nombre de téléfilms et séries issues de franchises telles que Doreamon. Indépendant depuis 2011, il réalise la série Space Brothers produite par A-1 Pictures et Après la pluie de Wit Studio.
Il rencontre le succès à l’international en 2019 avec Les Enfants de la mer, avant de réaliser La chance sourit à madame Nikuko, son cinquième long-métrage de cinéma.

## Filmographie

### Télévision
- Années 1990 : Doraemon: Nobita no takarajima (comme storyboardeur, animateur et réalisateur)
- 2012-2014 : Space Brothers
- 2016-2019 : Ace Attorney

### Cinéma
- 2019 : Les Enfants de la mer[2]
- 2021 : La chance sourit à madame Nikuko[3]